# Hahn–Extons q-Besselfunktion
Inom matematiken är Hahn–Extons q-Besselfunktion eller tredje Jacksons q-Besselfunktion en q-analogi av Besselfunktionen, introducerad av Wolfgang Hahn 1953 i ett specialfall Harold Exton 1983 i allmänhet. Den definieras som
{\displaystyle J_{\nu }^{(3)}(x;q)={\frac {x^{\nu }(q^{\nu +1};q)_{\infty }}{(q;q)_{\infty }}}\sum _{k\geq 0}{\frac {(-1)^{k}q^{k(k+1)/2}x^{2k}}{(q^{\nu +1};q)_{k}(q;q)_{k}}}.}